# 新幹線運行管理システム
新幹線運行管理システム（しんかんせんうんこうかんりシステム、Computer Aided Traffic Control System、頭字語;COMTRAC（コムトラック））とは列車の運行管理や制御機器の監視などを総合的に行う列車運行管理システム（PTC）の一種で、現在東海旅客鉄道（JR東海）と西日本旅客鉄道（JR西日本）が共同で東海道新幹線・山陽新幹線と博多南線で運用している、列車の運行に関する情報の管理、及び機器の制御を行うコンピュータシステムである。

## 歴史
1964年（昭和39年）10月1日の東海道新幹線開業当初、新幹線の運行管理には列車集中制御装置（CTC）を主に使用していた。この装置による列車運行方式は総合指令室に設置した表示盤に管轄路線内で運行中の全列車の位置・列車番号・信号現示・臨速と各種警報・分岐器が開いている向き（進路）を表示させ、指令員はこの表示盤を見て運転状況を常に把握、進路てこによる手動で分岐器の操作や臨速の指示などを行うというものだった。
しかし、総合指令室では、指令員が情報を収集して判断し、それを基に指令伝達する指令業務のほかに、進路てこによる手動で分岐器の操作の作業を行うため、将来の線区延長・運転本数の増加・列車種別の多様化などにより、指令員の負担増加が懸念されており、列車の増発による分岐器操作回数の増加、管轄路線の延長に伴う運行管理の困難などが予想されていた。そこで、当時の日本国有鉄道は、座席指定券などの予約・発券のためのコンピュータシステムであるマルスを共同で開発した実績を持つ日立製作所とともに、世界初のPTCである新幹線運行管理システム（COMTRAC）を1970年（昭和45年）に開発し、試験運用などを経て、2年後の山陽新幹線岡山開業と同時に、東京駅・岡山駅間の新幹線全線で本格運用を開始した。
当時のCOMTRACの機能は、現在のPRCやPTCの原型といえるコンピュータが自動的に分岐器を操作する自動進路制御装置（PRC）のみであった。その後COMTRACには、路線の延伸やコンピュータ技術の発達とともに運転整理機能、車両運用管理機能、設備管理機能などの機能が追加されていき、現在では列車の運行管理だけでなく、電源設備や旅客向け設備の管理等も、総合的に行うことが可能となった。
COMTRACの開発のノウハウは、東北新幹線・上越新幹線に開業時から導入されたCOMTRACを総合的に発展させた新幹線総合システム（COSMOS）や、九州新幹線 (鹿児島ルート)全線開業まで新幹線と在来線を同一ホームでの乗換が発生するため両線の連携を考慮してシステムを結合した九州新幹線指令システム（SIRIUS）、現在の日本で最も規模が大きいPTCとなった東京圏輸送管理システム（ATOS）など、鉄道事業者・路線の特徴に適合した様々な列車運行管理システムの開発へと引き継がれていった。

## システムの概要

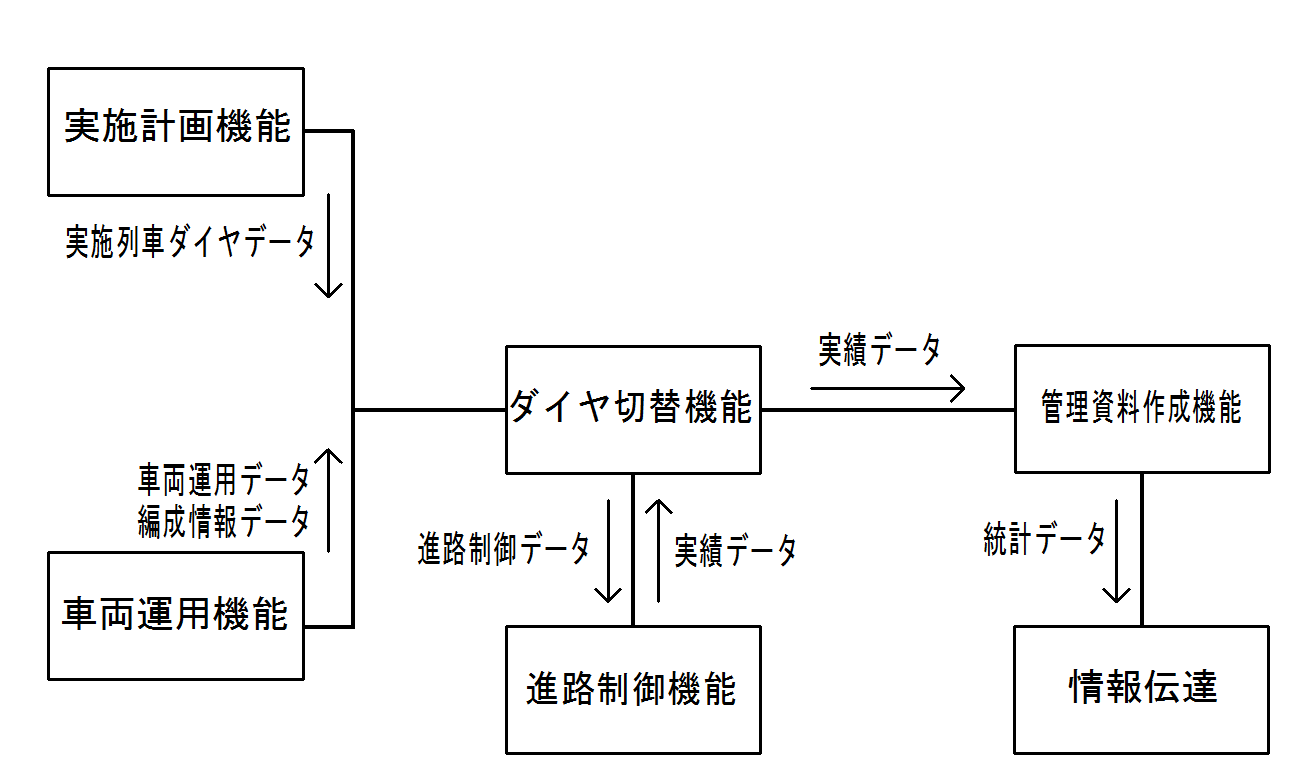
COMTRACの基本的な機能関連図

COMTRACは、計算機室・司令室・現場の3つにシステムが分けられており、以下の機能がある。
- 輸送需要の変動に即応した列車計画・車両運用計画・乗務員運用計画などの作業支援
- ダイヤ乱れ時の運転整理の迅速化を図るための情報収集や指令伝達などの運転整理作業支援
- 進路制御の完全自動化
- 列車運行情報の駅旅客案内などへの活用

システム内の機能には以下がある。
運転計画機能
列車ダイヤの作成を行うが、基本計画・波動計画・車両検査計画などの機能があり、基本計画では、基本列車ダイヤと車両運用（基本A運用）などを入力して基本データを作成を行い、基本データを基に列車運転時刻表や列車運行図表の作成を行う。また、波動計画では、波動データ・変更データの作成を行う
実施計画機能
基本計画の基本データと波動計画の波動データ・変更データを基に日別の実施列車ダイヤデータの作成を行い、データの作成後にダイヤ切替機能に送られる
車両運用機能
新幹線の各編成の運用実績と検査計画などを基に、車両運用データとこれの各編成の割当て情報である編成情報データの作成を自動的に行い、データの作成後にダイヤ切替機能に送られる
ダイヤ切替機能
実施計画機能からの日別の実施列車ダイヤデータ、車両運用機能からの車両運用データ・編成情報データを基に、進路制御データを作成を行い、データの作成後に進路制御機能に送られる。また、進路制御機能から送られたダイヤの実績データを基に、実績データの作成も行う
進路制御機能
ダイヤ切替機能から送られた進路制御データに基に、列車の追跡と進路の制御と運行状況の監視を行い、ダイヤが乱れた場合には、駅への待避変更などの問いかけを指令員に行うほか、未来の列車ダイヤを予測して運転整理のための情報と列車ダイヤ図を警報によって指令員に提供するほか、ダイヤの実績データをダイヤ切替機能に送る
管理資料作成機能
ダイヤ切替機能から送られた実績データを基に、列車・編成に関する運転統計処理などの各種統計処理を行い、各種統計日報や列車の運転統計データから月報や年報などを作成する
また、COMTRACは、主に3つの系統システムで構成されている。

### 進路制御系システム
PRC（Programmed Route Control）系システムとも呼ばれる。当日の全列車の運転計画を基にCTCを介して東海道・山陽新幹線全線の分岐器を自動制御し、正確に列車を駅の番線などに進入させる。また遅延など異常発生時には警告を出し、速度制限や列車待避の変更、運休や特別列車の運行など（運転整理）を自動で計算し指令員による手動操作を支援する。PRC系システムには以下の装置などで構成されている。
- 列車集中制御装置（CTC）
- 自動進路制御装置（PRC）
- 自動列車制御装置（ATC）

### 情報処理系システム
EDP（Electronic Data Processing Computer）系システムとも呼ばれる。列車の運転・保守計画や車両の運用計画、乗務員基地や車両基地への情報伝達、旅客向け放送の管理など情報処理を中心に行う。EDP系システムには以下の装置などで構成されている。
- 運行情報表示装置 (TID)
- 旅客案内情報処理装置 (PIC)
- 新幹線情報管理システム (SMIS)

### 運行表示系システム
MAP（Man-Machine Advanced Processor）系システムとも呼ばれる。CTCやPRCから送られてきた列車の位置や分岐器の開通方向、沿線の監視装置から送られた風速・雨量・積雪量などの気象データを運行表示盤に表示させる。またユレダスにも接続させ、地震発生時には警報を出し、すぐさま全列車の停止手配が取れる体制をとっている。

### その他
新幹線車両検修管理システム（ARIS）…JR東海所有の新幹線車両において、自動列車制御装置（ATC）データや駆動部、空調機器、車体傾斜装置などの動作データを走行中記録し、2015年7月に東京駅および東京の大井車両基地と大阪の鳥飼車両基地に設置された車両データ分析センターへ入庫時にトランスポンダを介して送信。データの変化点を管理して故障発生前に予兆を検出、適切なタイミングで保守作業を実施することで、営業時間内の不具合抑制や作業を効率化する「状態基準保全（CBM）」を実現している。なお、次世代の東海道新幹線車両N700Sでは、車両と地上間のデータ伝送にミリ波通信を採用することで伝送速度が10倍に高速化し、走行中に送信できるようにもなる。路線の中間地点となる浜松工場に受信設備を設置。